# 多佛 (阿肯色州)
多佛（英語：Dover）是一個位於美國阿肯色州波普縣的城市。

## 地理
多佛的座標為35°24′02″N 93°06′45″W / 35.40056°N 93.11250°W，而該地的平均海拔高度為136米（即446英尺）。

## 人口
根據2020年美國人口普查的數據，多佛的面積為7.32平方千米，皆為陸地。當地共有人口1337人，而人口密度為每平方千米182人。